# Alain Madelin

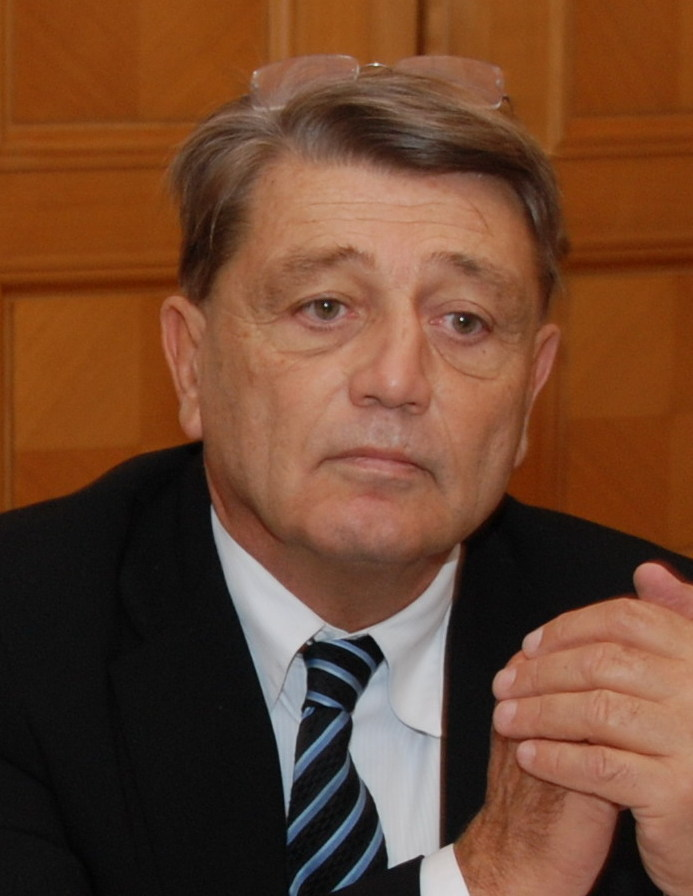
Alain Madelin

Alain Madelin (Parijs, 26 maart 1946) is een Frans politicus. Hij is tussen 1986 en 1995 drie keer minister geweest en heeft voor de Démocratie libérale aan de presidentsverkiezingen van 2002 meegedaan.

## Levensloop
Zijn ouders waren Gaétan en Aline Madelin, Gaétan was arbeider bij Renault. Alain bracht zijn jeugd in Belleville bij Parijs door. Hij trouwde tweemaal en kreeg drie kinderen uit zijn eerste huwelijk en twee uit het tweede.
Hij volgde een technische opleiding in het Lycée Voltaire (1959-1963) als bankwerker, draaier en frezer. Hij beschreef de school als een 'communistisch lyceum' en in oppositie hiermee trok hij op met de uiterst rechtse Fédération des étudiants nationalistes. Hij studeerde verder rechten aan de Université Panthéon-Assas en werd medestichter van de uiterst rechtse studentenvereniging Occident, met onder meer studenten die later ook rechtse minister zouden worden: Gérard Longuet, Hervé Novelli en Patrick Devedjian. Madelin steunde in 1965 de presidentskandidaat Jean-Louis Tixier-Vignancour.
Madelin nam in 1966 aan manifestaties deel tegen de voorstellingen van Les Paravents van Jean Genet in het Odeontheater. Hij en onder andere Devedjian werden voor de manier waarop zij actie voerden door de rechtbank veroordeeld. Hijzelf meer dan eens. Hij verliet na mei 68 de extreemrechtse milieus, van oordeel dat alleen de democratie een goede dam tegen het communisme kon opwerpen.
Hij kreeg een beroepslicentie rechten en werd in 1971 advocaat. Hij werkte bij verschillende werkgeversorganisaties, onder meer met Georges Albertini.

## Politiek
Hij sloot zich aan het einde van 1968 sloot bij de Républicains Indépendants aan, die door Valéry Giscard d'Estaing werd geleid en nam aan de campagne voor de presidentsverkiezingen van 1974 deel.
Madelin werd in 1978 tot volksvertegenwoordiger verkozen in het departement Ille-et-Vilaine en werd vicevoorzitter van de regionale raad voor Bretagne. Hij veroorzaakte sensatie door zonder das in de Assemblée nationale te verschijnen. Hij werd steeds in de Assemblée nationale herkozen, maar kreeg in 1984 een disciplinaire straf omdat hij, samen met Jacques Toubon, zich beledigend over president François Mitterrand had uitgelaten.
Hij werd in 1985 algemeen vertegenwoordiger van de Parti républicain en werd er in 1988 secretaris-generaal van. Rechts won de parlementsverkiezingen in 1986 en Jacques Chirac werd eerste minister. Madelin werd minister van Industrie, Posterijen, Telecommunicatie en Toerisme en in 1993 werd onder Édouard Balladur minister voor Ondernemingen en Economische Ontwikkeling.
Madelin werd in 1995 werd tot burgemeester van Redon gekozen, wat hij tot in 2001 bleef. Hij volgde in 1995 zijn eigen partij niet in de steun voor Balladur, maar steunde integendeel Chirac bij de presidentsverkiezingen van dat jaar. Chirac benoemde hem tot minister voor Economie en Financies, maar hij keerde zich te vaak tegen eerste minister Alain Juppé en werd na drie maanden tot ontslag gedwongen. Jean Arthuis volgde hem op. Madelin leidde in de tijd daarna zijn eigen ideële beweging Idées Action.
Madelin was van 1989 tot 1997 vicevoorzitter van de Parti républicain en van 1991 tot 1996 van de Union pour la Démocratie Française UDF. Hij slaagde er niet in om zich tot voorzitter van de UDF te laten verkiezen, maar wel van de Parti républicain, daar een onderdeel van. Hij gaf aan die partij in 1997 een nieuwe naam, Démocratie libérale, waar hij voorzitter tot 2002 van bleef.
Er ontstond in 1998 een breuk tussen de Parti républicain en de UDF, toen Madelin weigerde de regionale voorzitters te veroordelen die met de steun van het Front National waren verkozen.
Madelin was kandidaat de presidentsverkiezingen van 2002 en haalde 3,91 % van de stemmen. Hij werd daarna lid van de Union pour un Mouvement Populaire, maar verliet in 2006 de politiek en werkte in de ondernemerswereld.
Hij steunde in aanloop naar de presidentsverkiezingen bij de voorverkiezingen van rechts in 2016 Alain Juppé, daarna tijdens de verkiezingen Emmanuel Macron.

## Publicaties
- Pour libérer l'école, l'enseignement à la carte, 1984.
- Chers compatriotes… Programme pour un président, 1994.
- Quand les autruches relèveront la tête, 1995.
- Aux sources du modèle libéral français, Perrin, 1997. onder zijn redactie.
- Le Droit du plus faible, 1999.
- Quand les autruches prendront leur retraite, Seuil, Parijs, 2003. samen met Jacques Bichot
- Faut-il supprimer la carte scolaire ?, Magnard, 2009. samen met Gérard Aschieri

- Bibliothèque nationale de France: cb120154030 (data)
- Gemeinsame Normdatei: 121236641
- International Standard Name Identifier: 0000 0000 8158 6998
- Library of Congress Control Number: n85046171
- Système universitaire de documentation: 028287460
- Virtual International Authority File: 79041610
- WorldCat: E39PBJtmyHJfj8R3H46bW863Qq